# Moderní pětiboj na Letních olympijských hrách 2020
Moderní pětiboj na Letních olympijských hrách 2020 v Tokiu se konal od 5. do 7. srpna 2021. 

## Medailisté
| Kategorie | Zlato                                 | Stříbro                          | Bronz                              |
| --------- | ------------------------------------- | -------------------------------- | ---------------------------------- |
| Muži      | Joe Choong · Velká Británie (GBR)     | Ahmad Aldžandí · Egypt (EGY)     | Jun Woong-tae · Jižní Korea (KOR)  |
| Ženy      | Kate Frenchová · Velká Británie (GBR) | Laura Asadauskaitė · Litva (LTU) | Sarolta Kovácsová · Maďarsko (HUN) |

## Přehled medailí
| Pořadí | Země           | Zlato | Stříbro | Bronz | Celkově |
| ------ | -------------- | ----- | ------- | ----- | ------- |
| 1.     | Velká Británie | 2     | 0       | 0     | 2       |
| 2.     | Egypt          | 0     | 1       | 0     | 1       |
| 2.     | Litva          | 0     | 1       | 0     | 1       |
| 4.     | Jižní Korea    | 0     | 0       | 1     | 1       |
| 4.     | Maďarsko       | 0     | 0       | 1     | 1       |
| celkem | celkem         | 2     | 2       | 2     | 2       |